# Grandview (Ohio)
Grandview es un lugar designado por el censo ubicado en el condado de Hamilton en el estado estadounidense de Ohio. En el Censo de 2010 tenía una población de 1466 habitantes y una densidad poblacional de 121,52 personas por km².

## Geografía
Grandview se encuentra ubicado en las coordenadas 39°11′43″N 84°43′16″O / 39.19528, -84.72111. Según la Oficina del Censo de los Estados Unidos, Grandview tiene una superficie total de 12.06 km², de la cual 11.26 km² corresponden a tierra firme y (6.63%) 0.8 km² es agua.

## Demografía
Según el censo de 2010, había 1466 personas residiendo en Grandview. La densidad de población era de 121,52 hab./km². De los 1466 habitantes, Grandview estaba compuesto por el 97.95% blancos, el 0.48% eran afroamericanos, el 0.14% eran amerindios, el 0.2% eran asiáticos, el 0.07% eran isleños del Pacífico, el 0.27% eran de otras razas y el 0.89% pertenecían a dos o más razas. Del total de la población el 0.14% eran hispanos o latinos de cualquier raza.